# حبیب‌الله کلکانی
پادشاه حبیب‌اللّٰه کلکانی (پادشاه افغانستان از ۱۷ ژانویه تا ۱۳ اکتبر ۱۹۲۹)، و همچنین یکی از رهبران سقاوی‌ها. در طول جنگ داخلی افغانستان (۱۹۲۸–۱۹۲۹)، او مناطق وسیعی از افغانستان را به تصرف خود درآورد و در دوره‌ای که در تاریخ‌نگاری افغانستان به عنوان «دوره سقاوی‌ها» شناخته می‌شود، بر کابل حکومت کرد. او از نژاد تاجیک بود.
در طول جنگ داخلی ۱۹۲۸–۱۹۲۹ افغانستان او با امان‌الله خان برای تاج و تخت افغانستان رقابت کرد. پس از شکست امان‌الله، سرانجام از محمد نادرشاه شکست خورد. خلیل‌الله خلیلی، شاعر کوهستانی، پادشاه حبیب‌اللّٰه کلکانی را «بهترین مدیر واردات و صادرات دولتی» معرفی کرد.

## زندگی
وی یکی از تاجیکانِ روستای بزرگ کَلَکان در سی کیلومتری شمال کابل در بخش کوهدامن بود. پدر وی حرفه سقایی داشت، از همین جهت است که او را بچه سقا می‌نامند.

## انقلاب

یک نقشه متحرک از جنگ داخلی افغانستان ۱۹۲۸–۱۹۲۹. قرمز = سقاوی‌ها، آبی = ضد سقاوی‌ها. این نقشه جنگ همزمان شوروی علیه باسماچی‌ها در شمال افغانستان را نشان نمی‌دهد

در حالی که ارتش افغانستان در ولایات لغمان و ننگرهار در شرق کشور درگیر نبرد با قبایل یاغی پشتون بود، سقاوی‌ها به رهبری کلکانی در سال ۱۹۲۸ میلادی شروع به حمله به کابل محافظت نشده از شمال کردند. وارد یک جنگ داخلی شده است. قبایل وحشی وزیرستان مناطق جنوبی کابل را محاصره کرده بودند و نیروهای کلکانی از شمال به قلب کابل حرکت می‌کردند.
در نیمه‌های شب، در ۱۴ جنوری ۱۹۲۹، امان‌الله خان پادشاهی خود را به برادرش عنایت‌الله خان سپرد و با بی‌ام‌و خود از کابل از ترس خشم مردم به سمت قندهار در جنوب گریخت. دو روز بعد، در ۱۶ ژانویه ۱۹۲۹، کلکانی نامه‌ای به شاه عنایت الله خان نوشت که یا تسلیم شود یا برای جنگ آماده شود. عنایت الله خان در پاسخ توضیح داد که هرگز نمی‌خواهد پادشاه شود و با کناره‌گیری موافقت کرد.